# Tcholent

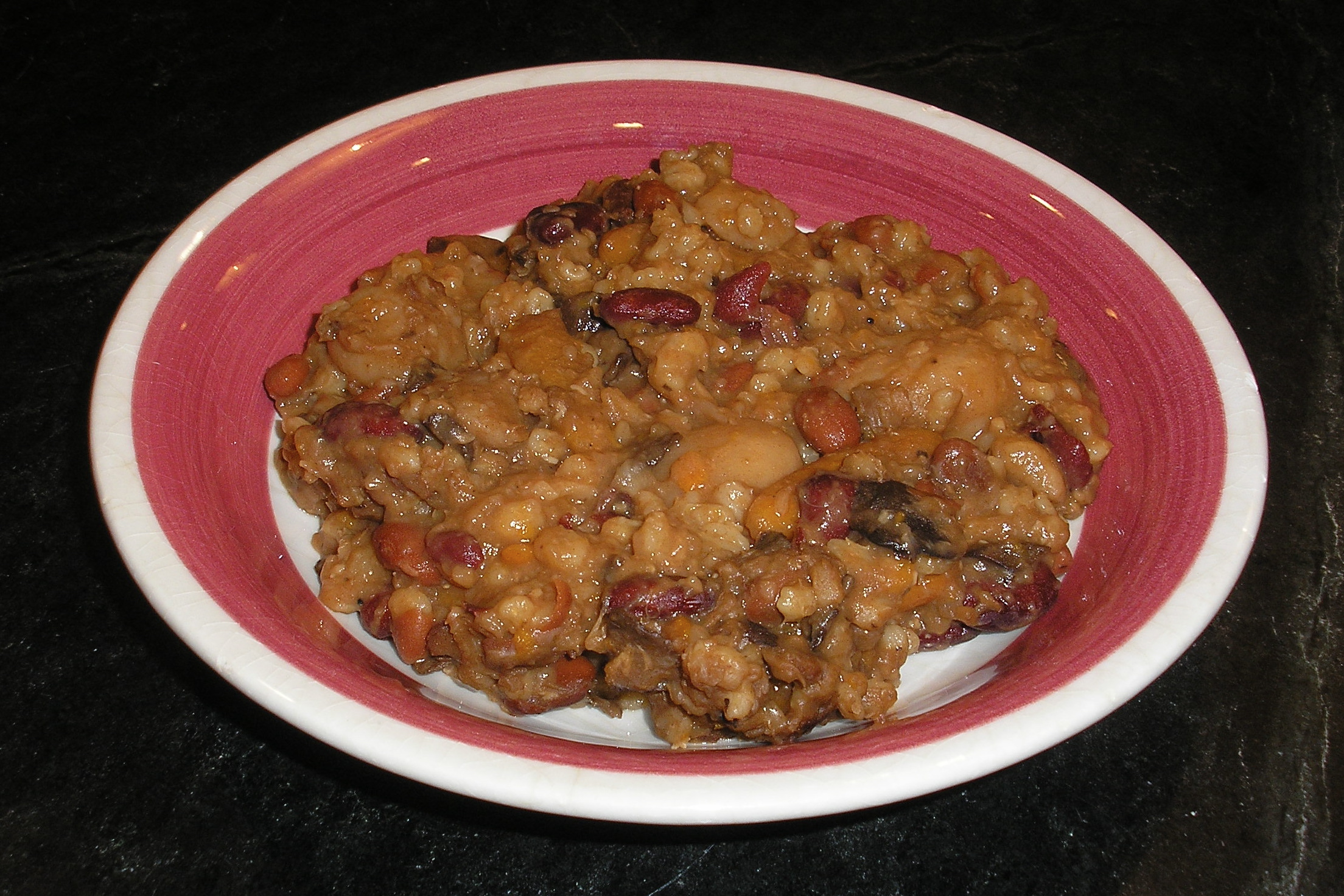
Tcholent.

Le tcholent (yiddish : טשאָלנט, tsholnt ou tshoolnt) est un plat typique de la cuisine juive ashkénaze, composé d'orge perlé, de pommes de terre, de viande (généralement du bœuf) et de haricots,,,.
Du fait de la tradition rabbinique de consommer un plat chaud durant le chabbat sans contrevenir à l’interdiction de cuisiner, le plat mijote pendant une nuit depuis la veille. On y ajoute souvent des kishke (en) (tripes farcies), des cous de dinde également farcis ou d’autres accompagnements. Il existe également le tcholent végétarien contenant de la cornille, des pois chiches, de l'orge perlé, du gruau, de l'ail, des oignons frits, du miel, des topinambours, des pommes de terre et des œufs,.
Selon une étymologie populaire, le nom viendrait du français : « chaud » et « lent ». Les séfarades marocains, algérois et tunisiens l’appellent dafina, tafina.